# Jolanta Kreczmańska
Jolanta Anna Kreczmańska (ur. 1970) – instruktorka harcerska, harcmistrzyni, specjalistka w zakresie kształcenia i pracy z kadrą, współtwórczyni systemu metodycznego ZHP, organizatorka kursów dla kadry instruktorskiej, wieloletnia członkini władz naczelnych Związku Harcerstwa Polskiego, w 2013–2017 wiceprzewodnicząca związku, przedsiębiorca, podróżniczka.
Z wykształcenia dziennikarka, jest absolwentką Wydziału Dziennikarstwa i Nauk Politycznych Uniwersytetu Warszawskiego.
Członkini ZHP od 1977. Była drużynową drużyny harcerek w Hufcu Warszawa-Mokotów, komendantką obozów harcerskich, następnie działała w licznych zespołach instruktorskich tego hufca: była namiestniczką harcerek i założycielką drużyny drużynowych, członkinią komendy hufca, szefową kształcenia w hufcu – założycielką i kilkuletnią komendantką Szkoły Instruktorskiej „Agrikola”, przewodniczącą komisji stopni instruktorskich harcerek oraz członkinią kapituły honorowej nakładki instruktorskiej na plakietkę hufca. Była autorką m.in. podręcznika dla zastępowych „W kręgu zastępu”, wydanego przez komendę hufca ZHP Warszawa-Mokotów i ZHR.
Założycielka i w latach 1998–1999 oraz 2003–2006 przewodnicząca ruchu programowo-metodycznego "Całym Życiem". Założycielka i przewodnicząca (w latach 2016-2021) RPM „Ręka Metody”.
W latach 2001–2005 przewodnicząca komisji programowo-metodycznej Rady Naczelnej ZHP. W okresie 2007–2009 członkini Głównej Kwatery ds. pracy z kadrą i kształcenia, była szefową Wydziału Pracy z Kadrą GK ZHP. Komendantka Letniej Akcji Szkoleniowej 2009 w Małczu i komendantka Zlotu Kadry w 2011 roku w Perkozie. Komendantka pierwszego organizowanego po kilkudziesięcioletniej przerwie kursu harcmistrzowskiego i inicjatorka idei kursów harcmistrzowskich, komendantka trzeciego kursu harcmistrzowskiego „Cogito”, komendantka i współtwórczyni koncepcji kursów "Ręka Metody” i wielu konferencji instruktorskich, m.in. „Postulaty dla ZHP” (1999), „Rola i zadania hufca” (2000), „Jaki ZHP?” (2001) oraz „Jaki ZHP? Wyjdźmy od celu” (2017).
Współtwórczyni systemu metodycznego ZHP, systemu stopni harcerskich, systemu stopni instruktorskich i systemu pracy z kadrą. Autorka artykułów o pracy z kadrą i systemie metodycznym.
W latach 2013–2017 wiceprzewodnicząca ZHP. W 2017 kandydowała na funkcję Naczelnika ZHP. Od 2018 jest przewodniczącą Kręgu Instruktorskiego „Róbmy Wspólnie Dobre Harcerstwo” działającego przy Chorągwi Warmińsko-Mazurskiej ZHP. 
Odznaczona Brązowym (2009) i Srebrnym (2017) Krzyżem Zasługi oraz Złotym Krzyżem „Za Zasługi dla ZHP”.
Jest założycielką i szefową wielooddziałowej firmy handlowej działającej w branży sanitarnej.